# SympaTex

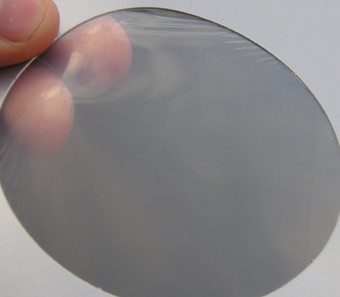
Fólie Sympatexu

Logo of the Sympatex Technologies GmbH

SympaTex® je chráněná značka membrány, která se používá především k výrobě nepromokavých oděvů a svršků bot.

## Vlastnosti
Na rozdíl od konkurenční porézní membrány Gore-Tex je Sympatex neporézní fólie z kopolymeru sestávajícího ze 70 % polyesteru (hydrofobní část) a 30 % hydrofilního polyethylenu. Fólie má tloušťku asi 5 µm a dá se roztahovat až na trojnásobek plochy (porézní membrána na dvojnásobek).

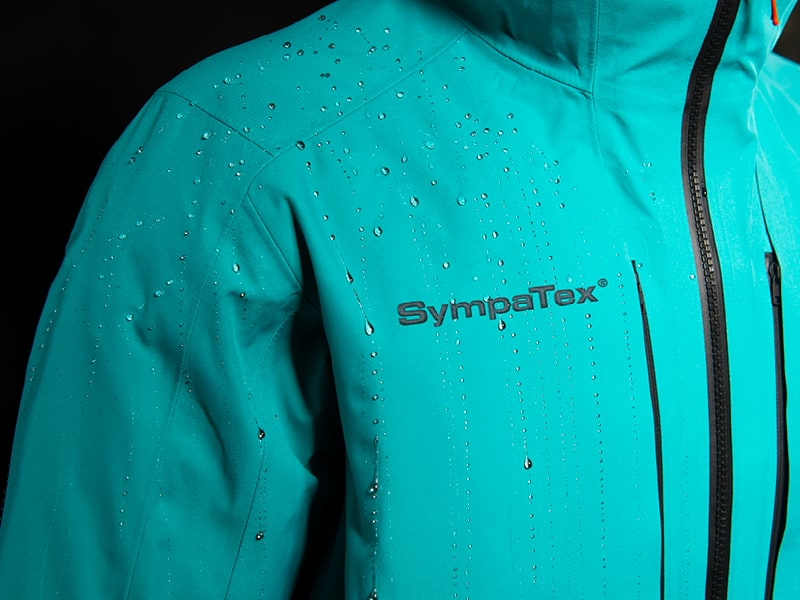
Bunda ze Sympatexu po dešti

Nepromokavost je zaručena s 20 000 mm (technicky možná >45 000 mm) vodního sloupce, propustnost vodních par a prodyšnost (z vnitřní na vnější stranu fólie) se označuje jako "dobrá až velmi dobrá" a neprostupnost větru jako "stoprocentní". Propustnost lidského potu je zaručena jen do určité maximální teploty okolního ovzduší (asi 15 °C). Všechny pozitivní vlastnosti se dají zachovat i při dlouhodobém použití, protože se v membráně nemohou ucpat žádné póry.

## Použití Sympatexu na textilní a obuvnické výrobky
je velmi podobné jako u goretexových membrán:
- membrána se laminuje na podšívku, se kterou se sešívá vnější tkanina (lehké módní textilie)
- membrána se laminuje na svrchní textilii a podšívka se jen přišívá (sportovní oděvy, bundy)
- membrána je slaminována s vnějškem a podšívkou jako jeden celek (ochranné a náročné sportovní oděvy)
- membrána se laminuje na vlákenné rouno nebo pleteninu, které jsou volně uloženy mezi vnějškem a podšívkou (módní a ležérní oděvy)
- membrány na svršky bot se zpracovávají podobně jako u oděvních textilií, jako podšívka se vždy používá osnovní pletenina

Membrány s označením Sympatex smí zpracovávat jen výrobci s patřičnou licencí od původce patentu Sympatex Technologies GmbH.
Sympatex jako evropský protějšek k americkému Goretexu přišel na trh v roce 1986. V roce 2020 se Sympatex vyrábí v Německu (kde byl původně vyvinut) a mimo jiné v Číně a v Indii. V závislosti na doporučeném použití se uvádějí 4 druhy: HighH2Out, Reflection, Phaseable, Airflow – (Airflow je určen pro obuvní svršky).